# Dead Can Dance
Dead Can Dance är en musikgrupp bildad 1981 i Melbourne, Australien av kontraalt Lisa Gerrard och baryton Brendan Perry. Gruppen splittrades 1998, men återförenades år 2005 för en världsturné och igen 2011. 

## Musik
Dead Can Dance har hämtat inspiration från många olika musikaliska traditioner och är skivbolaget 4AD's internationellt mest framgångsrika artister. Att placera Dead Can Dance i en genre är inte helt lätt, deras tidigare material kan klassas som darkwave eller ethereal wave och goth. Senare material kan kallas nyklassiskt eller mörk världsmusik. De har också influerats av medeltida musik och använder ofta uråldriga och bortglömda instrument.

## Historia
Gerrard och Perry träffades i Melbourne 1980 då de ingick i de respektive new wave-banden Microfilm och The Marching Girls. Året därpå gick de samman och bildade Dead Can Dance tillsammans med Paul Erikson (basgitarr) och Simon Monroe (trummor). Originalsättningen varade bara en kort tid och efter att gruppen flyttat till London 1982 byttes de övriga medlemmarna ut. Ett år senare fick bandet kontrakt med 4AD och skivdebuterade 1984 med det självbetitlade albumet Dead Can Dance. Musiken beskrevs som trumdriven stämningsfull gitarrmusik med mässande och ylande sång av Gerrard och Perry. Samma år kom också en 12" EP och bidrag på två låtar till projektet This Mortal Coil. 
På sitt andra album Spleen and Ideal (1985) övergav gruppen sitt tidigare gitarrsound och började experimentera med instrumentering bestående av bland annat cello, trombon och timpani. Nästa album Within the Realm of a Dying Sun (1987), som hade sång av Perry och Gerrard på varsin sida, är ett exempel på duons nyklassiska stil med inslag av orientaliska  influenser. Senare album hämtade inspiration från många olika  musikaliska traditioner och tider.  Aion (1990) uttryckte duons stora intresse för renässansmusik. Into the Labyrinth (1993) visade upp ett mer elektroniskt sound och influenser från irländsk musik. På Spiritchaser (1996) finns influenser från traditionell afrikansk och sydamerikansk musik.
Dead Can Dance har haft stora kommersiella framgångar med sin musik. Into the Labyrinth sålde i en halv miljon exemplar och följdes av en turné där gruppen framförde flera outgivna låtar. Den dokumenterades på det liveinspelade albumet Toward the Within 1994 och en dokumentärfilm med samma titel.
Dead Can Dance har även gjort filmmusik till Agustin Villarongas film El Nino De La Luna från 1988, där Lisa Gerrard också medverkar i en roll. Gruppens musik har även använts i bland annat filmen Baraka. Lisa Gerrard utgav sitt första soloalbum 1996 och samarbetade därefter med Pieter Bourke på albumet Duality 1998. Dead Can Dance hade vid det laget splittrats och Brendan Perry gav ut soloalbumet The Eye of the Hunter 1999.
Dead Can Dance återförenades 2005 för en världsturné. 2011 återförenades de igen och släppte 2012 albumet Anastasis. Gruppen var på världsturné, Anastasis World Tour, i Nord- och Sydamerika, Europa och Australien mellan augusti 2012 och juli 2013. 2018 utgav de albumet Dionysus.

## Galleri

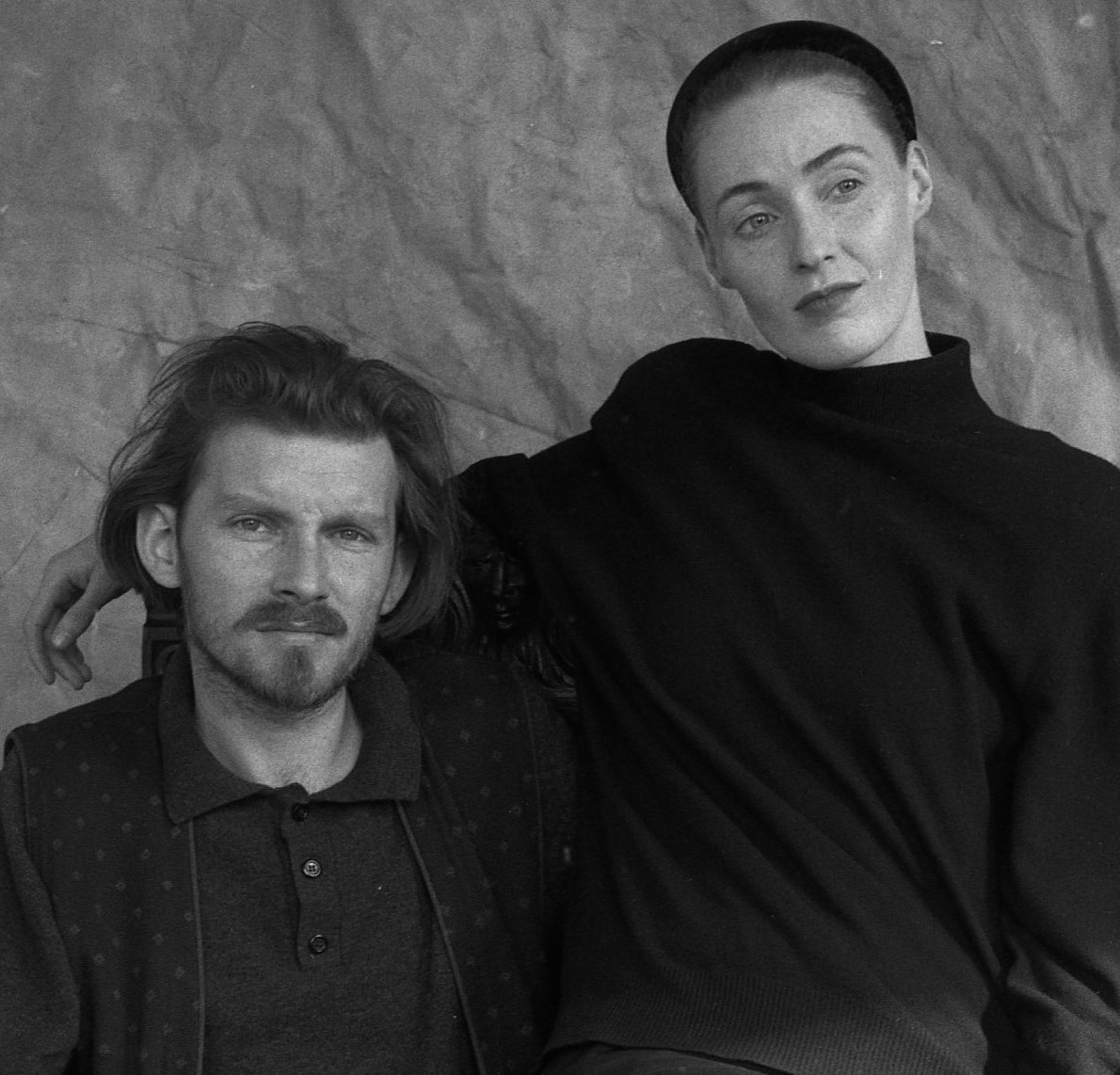
Brendan Perry och Lisa Gerrard 1989
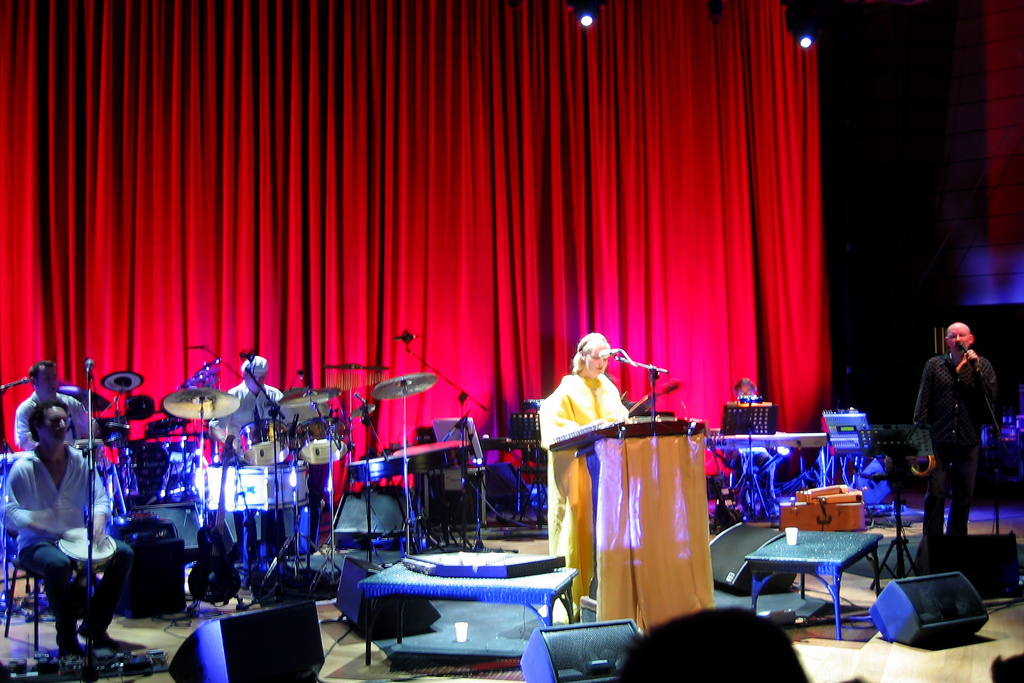
Dead Can Dance 2005
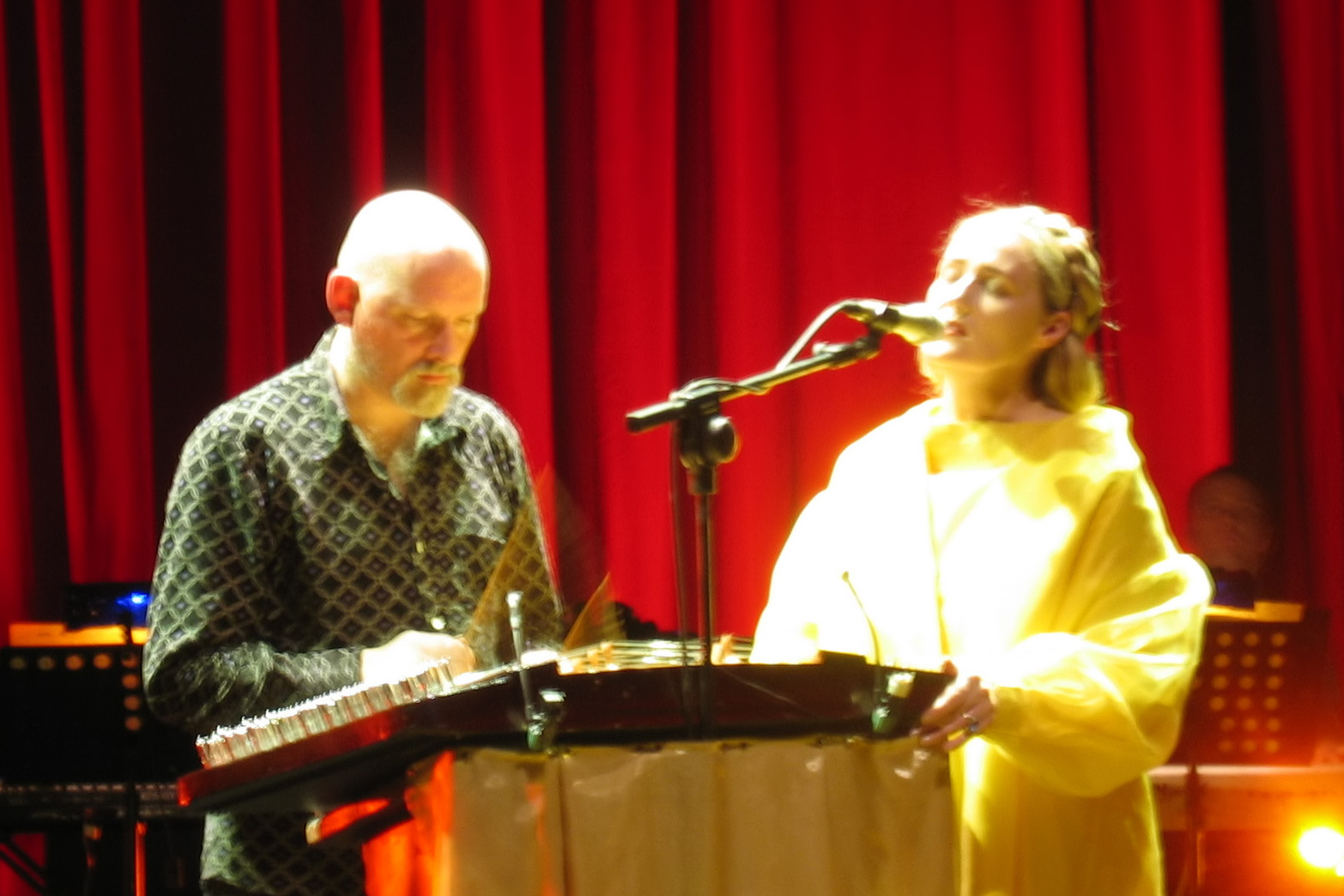
Brendan Perry och Lisa Gerrard 2005
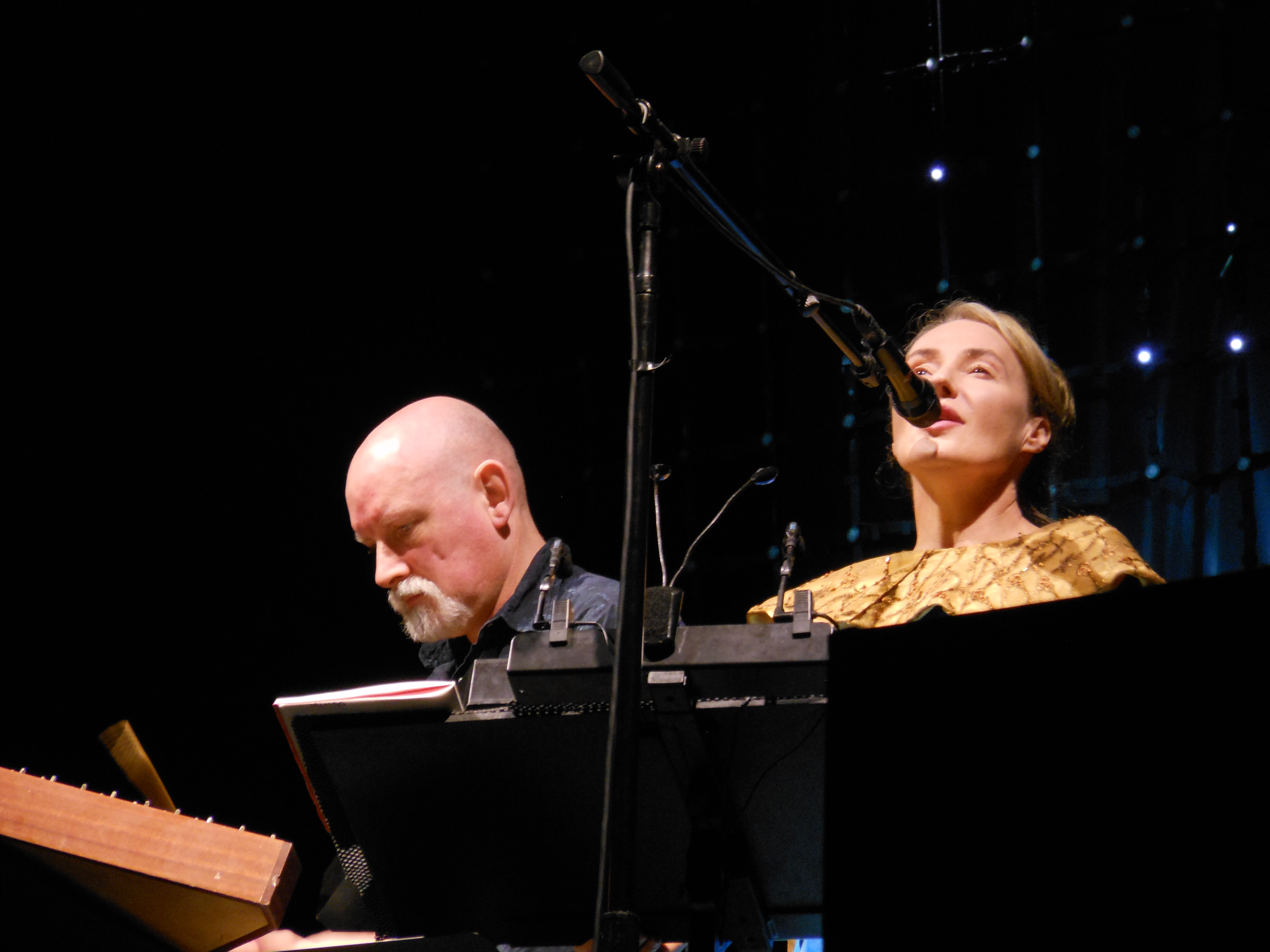
Brendan Perry och Lisa Gerrard 2012

## Diskografi (urval)
Studioalbum
- Dead Can Dance (1984)
- Spleen and Ideal (1985)
- Within the Realm of a Dying Sun (1987)
- The Serpent's Egg (1988)
- Aion (1990)
- Into the Labyrinth (1993)
- Toward the Within (1994)
- Spiritchaser (1996)
- Anastasis (2012)
- Dionysus (2018)

Livealbum
- Toward the Within (1994)
- Live Happening 1–5 (2012)
- In Concert (2013)

Samlingsalbum
- A Passage in Time (1993)
- Wake (2003)

Singlar
- "Garden of the Arcane Delights" (12" EP, 1984)
- "The Carnival Is Over" (1992)
- "The Host of Seraphim" (1993)
- "The Ubiquitous Mr. Lovegrove" (1993)
- "Yulunga (Spirit Dance)" (1993)
- "American Dreaming" (1994)
- "Sanvean" (1994)
- "Nierika" (1996)
- "The Snake and the Moon" (1996)
- "Sambatiki" (1996)